# Safia holologica
Safia holologica là một loài bướm đêm trong họ Noctuidae.